# William Herbert Sheldon
William Herbert Sheldon, Jr. (Warwick, Rhode Island, 19 de noviembre de 1898-Cambridge, 17 de septiembre de 1977) fue un psicólogo estadounidense, creador de la teoría de los somatotipos que trata de relacionar los tipos de cuerpo con el comportamiento, la inteligencia y la jerarquía social. No obstante, su teoría es descartada en la actualidad por algunos investigadores.

## Obra numismática
En numismática, William Sheldon fue el autor de Early American Cents en 1949, y más tarde revisó esa obra dentro de Penny Whimsy en 1958, que serían los catálogos más exhaustivos de las variedades de los primeros grandes céntimos americanos en ese momento. El libro, que sigue considerándose la referencia estándar sobre la serie, se reimprimió en 1976 y 1990. La lista de variedades de Sheldon para Early American Cents se sigue utilizando hoy en día.
También desarrolló la "escala de Sheldon" que clasificaba las monedas sobre una base numérica de 1 a 70, que sigue siendo estándar entre los numismáticos, principalmente estadounidenses.